# Kalahari
Kalahari, tudi Kalaharijska puščava je velika polsušna peščena savana v južni Afriki, ki meri 900.000 km² in je razširjena v Bocvano, del Namibije (znan kot Jugozahodna Afrika med letoma 1894 do 1990) ter območje v delu Južnoafriške republike. Polpuščava z velikimi predeli za odlično pašo po obilnem deževju gosti več živali in rastlin kot prave puščave, na primer Namib na zahodu. Padavin je malo, poletne temperature so zelo visoke. Najbolj suha območja imajo običajno 110 do 200 milimetrov dežja letno, vlažna le nekaj več kot 500 mm. Okoliška kotlina zajema več kot 2.500.000 km² in sega v Bocvano, Namibijo in Južno Afriko, dele Angole, Zambije in Zimbabveja. V Kalahariju se ustavijo številne ptice selivke in živali. V preteklosti je bil raj za divje živali, kot so sloni, žirafe, plenilci, levi in gepardi, rečni bregovi so večinoma pašne lise, čeprav še vedno lahko najdemo leoparde in geparde. Velik del območja je ograjen za pašo goveda in je zato gibanje divjih živali omejeno. Med puščavami južne poloble je Kalahari  po  velikosti in načinu oblikovanja najbolj podoben nekaterim avstralskim puščavam. Puščava 
je nastala pred približno šestdeset milijoni let, ko je nastajala afriška celina.

## Opis
Ime izhaja iz cvanskega jezika za besedo kgala, ki pomeni veliko žejo ali kgalagadi, kar pomeni kraj brez vode. Kalahari ima namreč velike površine rdečega peska brez stalne površinske vode. Drenira se prek suhih dolin, sezonsko poplavljenih kotanj in velikih slanišč v Makgadikgadijski kotanji v Bocvani in Etoški kotanji v Namibiji. Edina stalna reka je Okavango, ki teče v delto na severozahodu, kjer nastajajo močvirja, bogata s prostoživečimi živalmi. Starodavne suhe struge, imenovane omiramba, prečkajo osrednje severne dele Kalaharija in zagotavljajo stalne bazene z vodo v deževnem obdobju.

## Podnebje
Severno in vzhodno, približno tam, kjer prevladujejo suhi gozdovi, savane in solna jezera, je podnebje polvlažno namesto polsušno. Na jugu in zahodu, kjer je rastlinstvo pretežno kserična savana ali celo polpuščava, je podnebje polsuho. V Kalahariju je subtropsko (povprečna letna temperatura je višja od 18 ali  18 °C s povprečno mesečno temperaturo najhladnejšega meseca strogo pod 18 ° C) podnebje in polsuho v suhi sezoni, to je v "hladni" sezoni, najhladnejših je šest mesecev v letu. To je južni tropski ekvivalent sahelskemu podnebju. Podnebje ni tropsko, ker je nadmorska višina od 600 do 1600 metrov (povprečno od 800 do 1200 metrov), zaradi česar je podnebje hladnejše, kot je v Sahelu ali Sahari. Povprečna temperatura najtoplejšega meseca na katerem koli območju Kalaharija nikoli ne preseže 29 °C, čeprav so dnevne temperature včasih skoraj 45 °C (44,8 °C v kampu Twee Rivieren leta 2012).
Kot v Sahelu je tudi v Kalahariju mokra sezona v mrzlih mesecih leta.
Suha sezona traja osem mesecev ali več, mokra navadno najmanj en do štiri mesece. Jugozahodni del je suho območje, zlasti majhno območje, ki leži v smeri zahod–jugozahod, Tsaraxaibis (JV Namibija). Povprečna letna količina padavin je na nekaterih območjih na severu in vzhodu od približno 110 mm (blizu izsušitve) do več kot 500 mm. V suhih in sončnih delih Kalaharija je v povprečju več kot 4000 sončnih ur letno.
V Kalahariju zrak kroži na dva načina, prevladuje visoki anticiklon: 
- sever in severozahod ležita na medtropskem območju – celinski ustvarjajo dež v vlažni sezoni;
- za preostali del Kalaharija so značilni morski pasati, ki stresejo vlago čez južnoafriški Veliki Rob in nad njim, preden pridejo.

Pod Kalaharijem so tudi velike zaloge podzemne vodne, na primer v jami Zmajeva sapa (Dragon's Breath Cave), ki je največje dokumentirano neledeniško podzemno jezero na svetu. To so lahko delno ostanki starodavnih jezer; Kalaharijska puščava je bila nekoč veliko bolj vlažno območje. Starodavno jezero Makgadikgadi je na območju Makgadikgadijske kotanje in okolice, vendar je bilo že pred približno 10.000 leti v glavnem izsušeno. Nekoč je morda pokrivalo 275.000 km².

## Rastlinstvo
Kljub izsušitvi v Kalahariju rastejo različne rastline, akacije in še veliko drugih zelišč in trav. Tukajšnji endemit je kivano (Cucumis metuliferus) ali afriška bučka.
Tudi tam, kjer je Kalahari precej suh z malo padavinami, strogo gledano ni puščava, ker so tla gosto pokrita. Glavno območje, ki nima poraščenih tal, je v jugozahodnem Kalahariju (jugovzhodno od Namibije, severozahodno od Južne Afrike in na jugozahodu Bocvane), na jugu v čezmejnem parku Kgalagadi. Na primer v občini ZF Mgcawu v Južni Afriki je na nezaščitenem območju za pašo goveda oziroma kmetijski površini južno od kampa Twee Rivieren le 30,72 % rastlinja in 37,74 % na zavarovani (paša goveda) južnoafriški strani čezmejnega parka Kgalagadi. Najjužnejše suhe savanske površine so resnično polpuščave, vendar pa je na vseh preostalih delih Kalaharija, razen na slaniščih, v sušnem obdobju rastlinja več, na nekaterih omejenih območjih skoraj 100 %.
Na območju okoli 600.000 km2 na jugu in zahodu Kalaharija je suha savana. To je ekoregija, ki jo je Svetovni sklad za naravo (World Wide Fund for Nature) opredelil kot kalaharsko suho savano AT1309. Značilne savanske trave so: Schmidtia, Stipagrostis, Aristida in Eragrostis z vmesnimi drevesi, kot so trnate akacije (Acacia erioloba, Acacia haematoxylon), pastirsko drevo Boscia albitrunca, Acacia mellifera in Terminalia sericea.
Na območjih, na katerih je podnebje še bolj suho, postane res polpuščava, ko tla niso poraščena. Tako je severno od  okrožja Sijanda, samo na severu Južne Afrike in podeželju Keetmanshoop na jugovzhodu Namibije. Na severu in vzhodu suhi gozdovi pokrivajo več kot 300.000 km2 površine, na kateri rastejo tik (Baikiaea plurijuga) in več vrst akacije. Ta območja se imenujejo kalaharijski akacijski gozdovi (Kalahari Acacia-Baikiaea Woodlands AT0709).
V kotlini zunaj puščave je priobalno rastlinstvo na severu prilagojeno kotanjam, jezerom, ki so v sušnem obdobju popolnoma suha, morda že vrsto let ob suši, na primer v Etoši (Etosha Pan halophytics AT0902) in Makgadikgadiju (Zambezian halophytics AT0908). 
Popolnoma drugačno rastlinje je na območju s trajno svežo vodo Okavangove delte, ekoregija se imenuje zambezijski poplavljeni travniki (AT0907).

## Živalstvo
Čeprav je tudi nekaj endemičnih vrst, v Kalahariju živi veliko različnih živali, tudi velike zveri, kot so: jugozahodni afriški lev (Panthera leo bleyenberghi), transvalski lev (Panthera leo krugeri), južnoafriški gepard (Acinonyx jubatus jubatus), afriški leopard (Panthera pardus pardus), lisasta hijena (crocuta crocuta), progasta hijena (Hyaena brunnea) in kapski divji pes (Lycaon pictus pictus), ptice roparice, kot so ptica tajnik (Sagittarius serpentarius), afriški orel (Polemaetus bellicosus) in drugi orli, uharica orlovski vir (Bubo lacteus) in druge sove, sokoli, kragulj. Druge živali so še gnuji, antilope, kapski ježevec (hystrix africaeaustralis) in noji.
Nekatera območja so sezonska mokrišča, kot je Makgadikgadijska kotanja v Bocvani. Na tem območju rastejo številne halofilne vrste, v deževnem obdobju jih obiščejo tisoči flamingov.

## Grožnje in ohranjanje
Kalahari ima številne lovske rezervate:
- Tswalu Kalahari je največji zasebni rezervat v Južni Afriki,
- Osrednji kalaharijski rezervat (Central Kalahari Game Reserve, drugi največji na svetu park prostoživečih divjih živali),
- Khutski rezervat (Khutse Game Reserve) in
- Čezmejni park Kgalagadi. Živali, ki živijo na teh območjih, so rjave hijene, kalaharski lev, surikate, žirafe, svinje bradavičarke, šakali, pavijani, več vrst antilop in veliko vrst ptic in plazilcev.

Največja grožnja za divje živali so ograje, postavljene za pašo goveda, saj škoduje tudi rastlinju same savane. Govedorejske kmetije so tudi nevarne, pogost je lov na plenilce pašnikov, še posebej na šakale in divje pse.

## Prebivalstvo
Ljudstvo San je živelo v Kalahariju že pred 20.000 leti, bili so lovci in nabiralci. Divjad so lovili z loki in strupenimi puščicami, nabirali užitne rastline, kot so jagode, melone in oreški, pa tudi žuželke. Sani so dobili vodo iz rastlinskih korenin, puščavske melone so na puščavskih tleh ali pod njimi. Pogosto so shranjevali vodo v prepihane lupine nojevih jajc. Tu živijo bantujsko govoreči Cvani, Kgalagadi in Hereri ter nekaj evropskih naseljencev. Mesto Windhoek je v Kalaharijski kotlini.

## Kalahari, Sani in diamanti
Leta 1996 je družba De Beers ocenila možnosti za diamantne rudnike pri Gopu. Leta 1997 so začeli razlaščati Sane in Bakgalagade v Osrednjem kalaharijskem rezervatu. Leta 2006 je bocvansko višje sodišče razsodilo v prid plemen Sanov in Bakgalagadov. Razlaščanje v rezervatu je razglasilo za nezakonito. Vlada Bocvane je dala dovoljenje družbi De Beers Gem Diamonds/Gope Exploration Company (Pty) Ltd za opravljanje rudarske dejavnosti v rezervatu.

## Naselja v Kalahariju
Bocvana: Ghanzi, Tshane, Tshabong, Orapa
Namibija: Gobabis, Mariental
Južna Afrika: Rietfontein, Noenieput

## V popularni kulturi
- Lovci, John Marshall je leta 1957 posnel dokumentarni film o štirih lovcih iz plemena San, ki lovijo žirafo v Kalaharijski puščavi v Namibiji;
- Kalaharijski pesek (Sands of the Kalahari), film 1965;
- Kalahari – veličastna puščava (Kalahari - Magnificent Desert), knjiga Erwina Niemanda in Nicoleen Niemand, ki sta porabila dve leti za fotografiranje te čudovite puščave;
- Beg v divjini (A Far Off Place), film, igrata Reese Witherspoon in Ethan Randall, temelji na knjigah A Story Like the Wind in A Far Off Place Laurensa Van Der Posta;
- Bogovi so padli na glavo (The Gods Must Be Crazy), filmska serija;
- Izgubljen v puščavi (Lost in the Desert), film;
- Živali in lepi ljudje (Animals are Beautiful People), film iz leta 1974;
- Meerkat Manor, televizijska dokumentarna serija o kalaharijskih surikatah;
- Survivorman, televizijska nanizanka o preživetju, ki jo prikazuje Les Stroud;
- Top Gear, britanska televizijska serija z epizodo o puščavskem izzivu, v katerem so Jeremy Clarkson, Richard Hammond in James poskušali voziti tri stare avtomobile po Bocvani, tudi po Kalaharijski puščavi;
- Moč meča (Power of the Sword), roman Wilburna Smitha;
- Kalaharijski levi (Lions of the Kalahari), pesem Sama Robertsa;
- Izgubljeni svet Kalaharija (The Lost World of the Kalahari), roman Laurensa van der Posta iz 1958; 6. del BBC-jeve serije z istim naslovom[13]
- Mario Kart 64, videoigra za Nintendo 64 ima hipodrom, imenovan Kalimari Desert;
- Lead the Meerkats, videoigra za Nintendo WiiWare;
- Kalaharijski rezervati (Kalahari Resorts), notranji vodni park (največji v Ameriki) v Sanduskyju, Ohio, Wisconsin Dells, Wisconsin, v gorah Pocono, Pensilvanija;
- Ženska detektivska agencija številka 1 (The No. 1 Ladie's Detective Agency), izmišljena serija novel o ženski detektivski agenciji v Bocvani. Pogosto omenja Kalaharijsko puščavo;
- Tornado in kalaharijski konj šepetalec (Tornado and Kalahari Horse Whisperer), film iz leta 2009;
- Obala okostij (Skeleton Coast), roman Cliva Cusslerja z avtorskimi pravicami Jacka DuBrula, 2006;
- Afrika, BBC-jeva televizijska serija, 2012, prva epizoda se osredotoča na Kalaharijsko puščavo.